# Heute spielt der Uridil
Heute spielt der Uridil lautet der Kehrreim eines Foxtrottschlagers, den Oskar Virag und Oskar Steiner 1922 auf einen Text von Robert Katscher und Hermann Leopoldi schrieben. Sie gaben ihm themenbezogen den Untertitel Foot-Ball-Walk, in Anlehnung an damals übliche Modetanzbezeichnungen wie “Camel Walk”, “Fish Walk”, “Ostrich Walk” etc. Er erschien noch im gleichen Jahre im Wiener Bohème-Verlag Berlin-Leipzig-Wien.
Außerdem wurde er auf Grammophonplatten und Liedflugblättern verbreitet.

## Geschichte
Geehrt wurde mit dem Lied der damals ungeheuer populäre österreichische Fußballspieler Josef “Pepi” Uridil, ein Stürmer, dem man ob seiner Angriffslust den Beinamen „Der Tank“ verliehen hatte. Uridil spielte für den Sportclub Rapid Wien in Hütteldorf und war der erste Superstar des Wiener Fußballs.
Uridil wurde aufgrund seiner Popularität nicht nur zum Werbeträger für Spirituosen, sondern auch für Seifen, Wäsche, Sportbekleidung und eine Reihe anderer Gebrauchsartikel des Alltags (sein Name prangte z. B. auf Bonbonpackungen und Limonadeflaschen). Neben Gisela Werbezirk und Otto Tressler wirkte er auch in dem Spielfilm „Pflicht und Ehre“ mit, der am 1. Februar 1924 in den beiden größten Kinos der Stadt, dem Gartenbau-Kino und dem Burg-Kino, gezeigt wurde.
In dem Film spielte Uridil sich selbst als einen Mann aus dem Volke, einen Fußballer, der einem verarmten, aber aufrechten Adeligen hilft, sein verlorenes Auskommen durch ehrliche Arbeit wiederzuerlangen.
Außerdem war er unter anderem neben Hans Moser in der Revue „Seid umschlungen, Billionen“ zu sehen, die ab 17. Februar 1924 an der Leopoldstädter Rolandsbühne gegeben wurde. Hier trug er jeden Abend im grün-weißen Fußballdress ein Couplet vor.
Das Schlagerlied war, wie Instrumentalaufnahmen davon belegen, auch als Tanzstück ein Erfolg. Es belegt die Popularisierung des Fußballsports im Österreich der Ersten Republik nach dem verlorenen Weltkrieg. Der Fußball, so erklärt es in seinem Text, schlägt alle anderen Unterhaltungsangebote, selbst den Besuch der Oper mit ihren Meisterwerken (z. B. Richard Wagners „Parzival“) und ihren Gesangsstars (wie z. B. der Sopranistin Selma Kurz), aus dem Feld. An ihre Stelle treten die neuen Helden des Sports. Die Boulevardpresse, z. B. die noch heute existierende Kronenzeitung, trägt berichterstattend ihr Teil dazu bei.

## Liedtext
- Ronald Leopoldi (Hrsg.): Leopoldiana. Gesammelte Werke von Hermann Leopoldi und 11 Lieder von Ferdinand Leopoldi in zwei Bänden. (= Beiträge zur Wiener Musik. Band 2). Doblinger, Wien 2011, ISBN 978-3-902667-23-6.

## Noten
- Heute spielt der Uridil: Foot-ball-walk. Text von Robert Katscher & Hermann Leopoldi; Musik von Oskar Steiner & Oskar Virag. Wien: Wiener Bohème Verlag, ©1922. 5 Bll. 33 cm
- Oskar Steiner, Oskar Virag: Heute spielt der Uridil, f. Gesang und Klavier. Verlag: BMG UFA Musikverlage. EAN: 9990091605967

## Tondokumente
- Heute spielt der Uridil. Football-Walk (Oscar Steiner, Oscar Virag) Bohème-Orchester. Beka Nr. 32 047, aufgenommen 15. März 1923 – wieder veröffentlicht als Beka B.3264
- Heute spielt der Uridil. Foot-ball-walk. Musik Oskar Virag, Oskar Steiner; Text Robert Katscher, Hermann Leopoldi. Walter Herrling (Tenor) mit A.B.C.-Orchester. A.B.C. Grand Record (= Beka). Nr. 32 051, aufgenommen 15. April 1923[13]
- The Football Walk (Heute spielt der Uridil) (Oscar Steiner, Oscar Virag) Marek Weber and his Famous Orchestra. Parlophon P.1545 (Matr. 2-6388), rec. Berlin, 6/15/1923
- Heute spielt der Uridil ! Shimmy (Oscar Steiner, Oscar Virag) Kapelle Sándor Józsi. Odeon A 44 162 (Matr. xBe 3509), aufgenommen in Berlin, 23. Dezember 1922 dismarc.org